# XLVI Esposizione internazionale d'arte di Venezia
La 46ª Biennale Internazionale d'Arte di Venezia ebbe luogo dall'11 giugno al 15 ottobre del 1995.

## Presidente
Gian Luigi Rondi

## Curatore
Jean Clair

## Editori del catalogo
Edizioni La Biennale di Venezia, pubblicazione realizzata da Marsilio Editori s.p.a.
Curatori del progetto grafico	Studio Tapiro Gruppi